# Senio
Il Senio (Sēni in romagnolo) è un torrente della Toscana e della Romagna lungo 88 km, ultimo affluente di destra del Reno. La portata media è di circa 10 m³/s alla foce, con minimi di 0,3 m³/s e massimi di oltre 500 m³/s. Il bacino nel tratto appenninico è di 270 km².

## Percorso

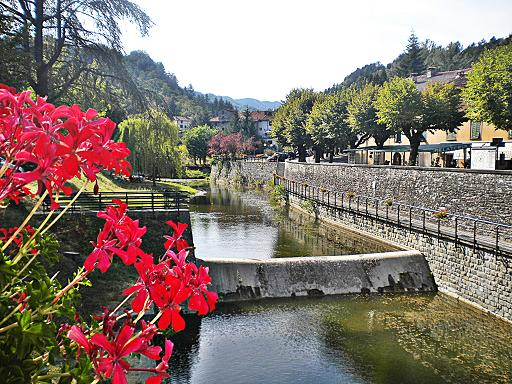
Il Senio a Palazzuolo.

Nasce nell'Appennino tosco-romagnolo dal poggio dell'Altello, presso il monte Carzolano, in provincia di Firenze. Dopo pochi km entra in provincia di Ravenna, riceve da sinistra il torrente Cestina e da destra il torrente Sintria, sbocca in pianura nei pressi di Castel Bolognese. Dopo oltre 40 km confluisce nel fiume Reno, 6 km a nord-est di Alfonsine, fra Madonna del Bosco e Sant'Alberto.
Il Senio attraversa i comuni di Palazzuolo sul Senio, Casola Valsenio, Riolo Terme, Castel Bolognese, Solarolo, Lugo, Cotignola, Bagnacavallo, Fusignano e Alfonsine.

## Storia

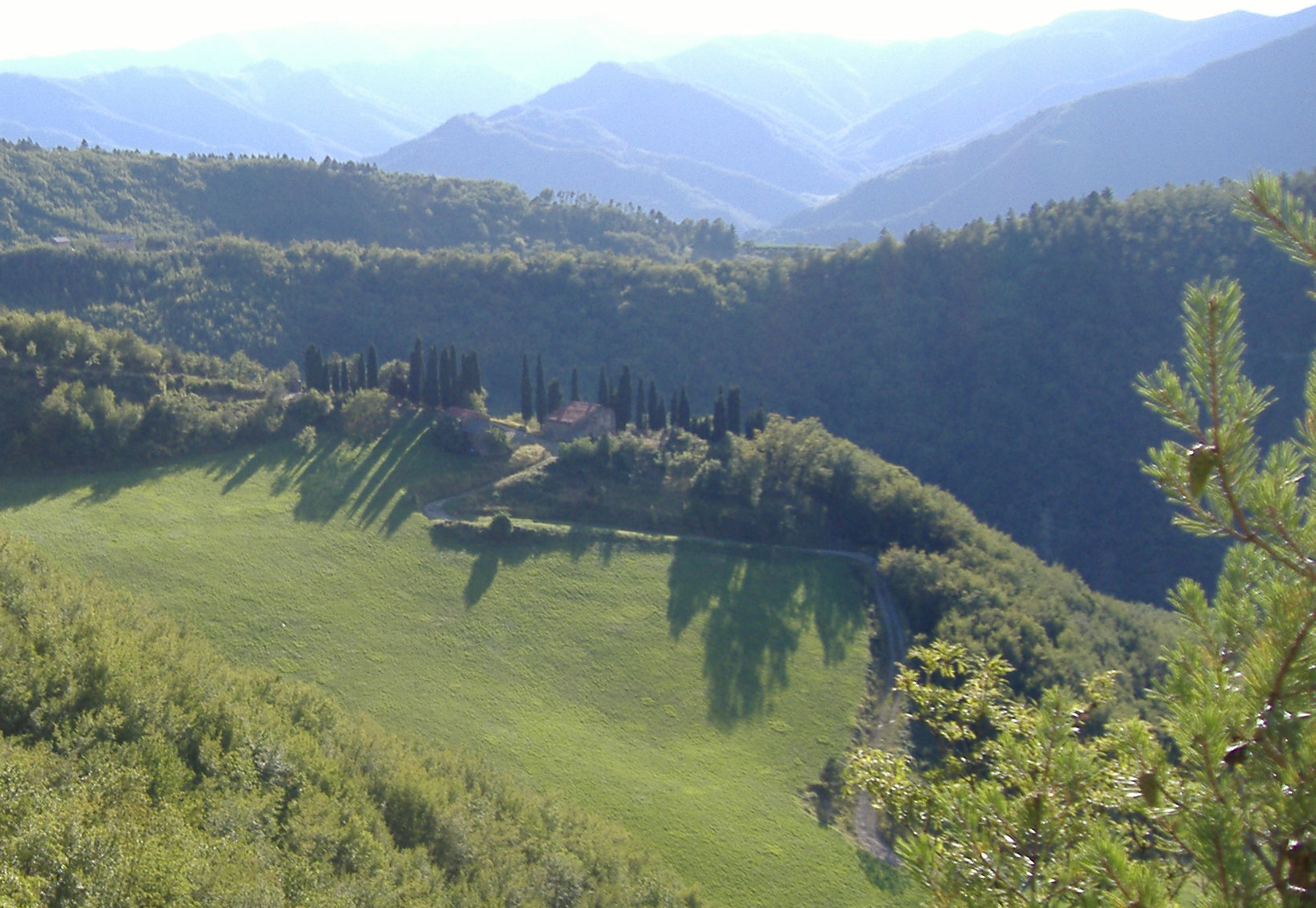
Vista dell'Appennino romagnolo dalla Valle del Senio.

Presso i Romani era noto come Simnius/Sinnus. Le origini del nome sono pre-romane, probabilmente celtiche: l'idronimo senna indica una conca, oppure un seno, una tortuosità. Le analisi stratigrafiche hanno dimostrato che il fiume, appena giunto a valle, si immetteva nelle acque del ramo orientale del Santerno, il cui corso era diverso da quello attuale; i fiumi uniti scorrevano in un unico alveo fino alle Valli.
Nel corso dell'Alto Medioevo, presumibilmente nel tardo IX secolo, il Senio, ancora unito al Santerno, si spostò ad ovest, occupando il tracciato attuale (lo dimostra il fatto che le parrocchie di Biancanigo e Tebano, pur essendo al di là del fiume, appartengono alla Diocesi di Faenza). Nel 957 il Senio, almeno nel suo ultimo tratto, tra Codignola (l'odierna Cotignola) e S. Potito, era già nel letto attuale. Dieci km a nord di S. Potito spagliava nelle valli.
Fu dopo il Mille che i due rami del Santerno si divisero: il tratto di collegamento tra il ramo principale e il ramo secondario si prosciugò (o fu prosciugato dall'azione umana: non è da escludere che la causa sia stata la sistemazione del Canale dei Molini). Sul letto del ramo orientale si convogliarono le acque del solo Senio. A partire dal XIII secolo nacquero i comuni di Lugo e Fusignano: il corso del Senio divenne il confine tra entrambi e Bagnacavallo.
Uno dei maggiori eventi storici cui è associato il fiume Senio fu la battaglia di San Procolo, tra la guelfa Bologna e la ghibellina Forlì, che si svolse presso le sue rive nel 1275. Dopo il primo tentativo, fallito, dei bolognesi di attaccare Forlì, i ghibellini, sotto il comando di Guido da Montefeltro, di Maghinardo Pagani e di Teodorico degli Ordelaffi, si diressero verso Bologna: i bolognesi furono sconfitti al ponte di San Procolo, dove la via Emilia attraversa il fiume. La rotta fu tanto grave che il loro carroccio venne portato in trionfo a Forlì.
Ancora nel XV secolo, il Senio spagliava in palude. Alla metà del secolo una serie di ripetute alluvioni causarono lo spopolamento dell'abitato di Masiera. Nella seconda metà del secolo gli Estensi deviarono il percorso ad est a partire da Lugo (fino ad allora il fiume scorreva sulla attuale via del Pero). Nel 1534 fu convogliato nel Po di Primaro; come punto di immissione fu scelta la località Rossetta. Il Senio fu il terzo fiume della pianura romagnola ad essere immesso nel Primaro.

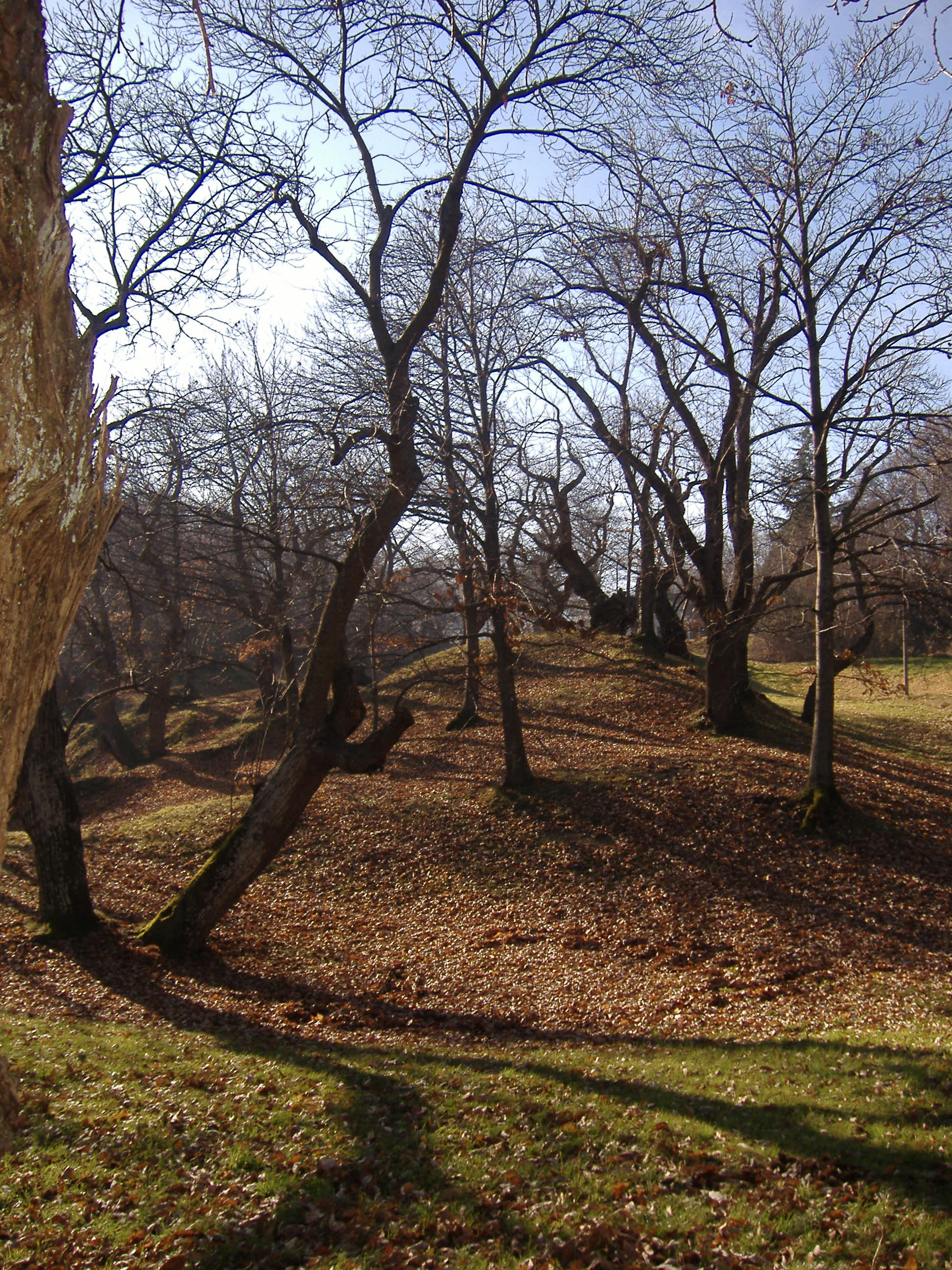
Un castagneto nella Valle del Senio

Nel febbraio 1797 si combatterono numerose battaglie tra le forze francesi e quelle dello Stato Pontificio. Tra i reparti della Francia repubblicana al comando del generale Victor vi erano circa 800 elementi della Legione Cispadana, unità militare della omonima Repubblica che furono impegnate il 2 febbraio al guado del torrente. Anche questo scontro avvenne presso il Ponte di San Procolo (Battaglia di Faenza).
Il 14 settembre 1842 il Senio ruppe l'argine sinistro ed inondò la campagna lughese. La forza delle acque fu tale che il centro abitato venne sommerso. L'acqua raggiunse un livello massimo di 246 cm
Lungo il Senio, durante la seconda guerra mondiale, nell'inverno 1944-45, si svolsero per molti mesi aspri combattimenti fra i tedeschi e gli Alleati, durante i quali si ebbe da parte delle truppe degli Stati Uniti una delle prime sperimentazioni sul campo delle bombe incendiarie al napalm, da poco inventato, poi divenuto tristemente famoso nella Guerra del Vietnam. L'avanzata degli Alleati in Romagna, iniziata in estate, si bloccò presso la linea difensiva che i tedeschi avevano costruito lungo il Senio. I tedeschi fecero del fiume la loro ultima roccaforte (Battaglia del Senio). Sulle sue sponde si fermò il fronte per diversi mesi, fino allo sfondamento alleato del 10 aprile 1945.
Nel maggio 2023 il Senio è esondato più volte: è uno degli oltre 20 corsi d'acqua che hanno causato l'alluvione dell'Emilia-Romagna